# Hervé Van der Straeten
Hervé van der Straeten (1965) is een Frans ontwerper van juwelen en later ook meubels, spiegels en verlichting.

## Biografie
Hij studeerde aan de Ecole des Beaux-arts te Parijs.
Sinds de jaren negentig heeft Van der Straeten een relatie met Bruno Frisoni, die sinds 2002 creatief directeur is bij het schoenenhuis Roger Vivier. Het paar is sindsdien getrouwd en woont zowel in de wijk Saint-Germain-des-Prés in Parijs als in Tanger, Marokko.

## Werk
Werk van hem is te bezichtigen in het Musée des Arts décoratifs te Parijs.
- Flesje van J'adore parfum van Dior

## Erkentelijkheden
- 2008 - Chevalier de l'Ordre des arts et des lettres

- Bibliothèque nationale de France: cb13521750k (data)
- Gemeinsame Normdatei: 142852511
- International Standard Name Identifier: 0000 0003 6976 0975
- Library of Congress Control Number: n2012025675
- Système universitaire de documentation: 158604474
- Virtual International Authority File: 240139374
- WorldCat: E39PBJwmR6xyhwhjpYgtWDKmVC

1. ↑  https://andam.fr/en/laureats/herve-van-der-straeten/; geraadpleegd op: 28 augustus 2024; genoemd als: Hervé Van Der Straeten.